# 1r Cos Panzer SS
El I Cos Panzer SS (alemany: I.SS-Panzerkorps) va ser un cos cuirassat alemany de les Waffen-SS. Va veure acció tant al front occidental com a l'oriental durant la Segona Guerra Mundial.

## Formació i entrenament
El cos es va crear el 26 de juliol de 1943 a Berlín-Lichterfeld, amb una reunió inicial a la Truppenübungsplatz de Beverloo, a la Bèlgica ocupada. El SS-Obergruppenführer Sepp Dietrich, abans comandant de la Divisió Leibstandarte SS (LSSAH), es va convertir en el primer comandant del cos.
L'agost de 1943, el cos va ser traslladat a Merano a Itàlia, on va participar en operacions de desarmament de les tropes italianes. Després d'això, el cos va continuar la seva formació, esdevenint esporàdicament en operacions antipartisanes al nord d'Itàlia. Al desembre de 1943, el cos estava totalment format i es considerava preparat per a l'acció, i la seva seu es va establir a Brussel·les a principis de 1944.

## Front occidental: Normandia
L'abril de 1944, el cos va ser traslladat a Septeuil, a l'oest de París, on se li va assignar la divisió SS Leibstandarte, la divisió SS Hitlerjugend, la divisió Panzer-Lehr i la divisió SS Götz von Berlichingen. El cos estava unit al 5è Exèrcit Panzer, la reserva blindada del teatre occidental.
Amb el llançament de l'operació Overlord, la invasió aliada de França el 6 de juny de 1944, el cos va rebre l'ordre de dirigir-se cap a Falaise. La Hitlerjugend es va enfrontar amb tropes britàniques i canadenques al nord de Caen el 8 de juny. El cos va tenir la missió de mantenir l'àrea de Caen i va veure forts combats al voltant dels pobles d'Authie, Buron i l'aeroport de Carpiquet.
Després del llançament de l'operació Cobra, que va destruir les restes de la divisió Panzer Lehr, el cos va rebre l'ordre de participar en l'operació Lüttich, la contraofensiva avortada cap a Avranches. El cos va quedar atrapat a la bossa de Falaise, on va lluitar per mantenir un corredor per a les forces alemanyes atrapades, perdent tota la seva armadura i equipament en el procés. Després de l'enfonsament del front, el cos es va retirar cap a la frontera franco-alemanya.

## Batalla de les Ardenes
A principis d'octubre de 1944, el cos va ser retirat de la línia del front per descansar i reposar a Westfalen. La readaptació es va completar a principis de desembre, i va dirigir-se a la regió de les Ardenes unir-se al Sisè Exèrcit Panzer SS de Sepp Dietrich, en preparació per a una ofensiva amb el nom en clau Wacht Am Rhein, i la consegüent batalla de les Ardenes. El cos va tenir un paper important en la batalla amb el Kampfgruppe Peiper de la Leibstandarte formant una punta de llança mòbil. Després de diverses setmanes de combats intensos amb subministraments de combustible molt limitats i forts atacs aeris aliats, el cos estava esgotat. L'ofensiva s'ha hagut de suspendre. El Kampfgruppe Peiper és va fer famós durant la batalla per l'assassinat dels presoners de guerra nord-americans en el que es va conèixer com la massacre de Malmedy. Arran de la derrota, el cos juntament amb la resta de l'exèrcit de Dietrich van ser traslladats a Hongria.

## Hongria i Àustria
El cos, format per les divisions LSSAH i Hitlerjugend SS, va ser fonamental en una de les últimes ofensives alemanyes reeixides, l'operació Vent del Sud, eliminant el cap de pont soviètic a l'oest del Garam el febrer de 1945. Aleshores, els alemanys van llançar un moviment de pinça al nord i al sud del llac Balaton. com a part de l'operació Despertar de la Primavera el 6 de març de 1945. Aquesta zona incloïa algunes de les últimes reserves de petroli encara disponibles per a l'Eix. L'atac va ser encapçalat pel 6è Exèrcit Panzer de les SS i va incloure el cos, format per unitats d'elit com les divisions LSSAH i Hitlerjugend SS. L'exèrcit de Dietrich va fer un "bon progrés" al principi, però a mesura que s'apropaven al Danubi, la combinació del terreny fangós i la forta resistència soviètica els van frenar.
El 16 de març, les forces soviètiques van contraatacar amb força, la qual cosa va obligar a tot el front sud a retirar-se cap a Viena. Les forces alemanyes, incloses la LSSAH i les divisions Hitlerjugend, no van poder mantenir la ciutat de Viena, que va caure en mans de les forces soviètiques el 13 d'abril. Les unitats alemanyes es van retirar llavors a Hongria. Després, la major part de la LSSAH es va rendir a les forces nord-americanes prop de Steyr i la divisió SS Hitlerjugend es va rendir a les tropes nord-americanes prop de la ciutat d'Enns, Àustria el 8 de maig de 1945.

## Comandants
- SS-Oberstgruppenführer Josef Dietrich (4 de juliol de 1943 – 9 d'agost de 1944)
- SS-Brigadeführer Fritz Kraemer (9 – 16 d'agost de 1944)
- SS-Obergruppenführer Georg Keppler (16 d'agost de 1944 – 30 d'octubre de 1944)
- SS-Gruppenführer Hermann Priess (30 d'octubre de 1944 – 8 de maig de 1945)

## Ordes de batalla
6 de juny de 1944 (Normandia)
- 101r Batalló pessat Panzer SS
- 1a divisió Leibstandarte SS]
- 12a Divisió Panzer SS Hitlerjugend
- Divisió SS Götz von Berlichingen
- Divisió Panzer-Lehr

16 December 1944 (Battle of the Bulge)
- 101r Batalló pessat Panzer SS
- 1a divisió Leibstandarte SS]
- 12a Divisió Panzer SS Hitlerjugend
- 3a Divisió Fallschirmjäger
- 12a Divisió Volksgrenadier
- 277a Divisió d'Infanteria

3 març de 1945 (preparació per a l'operació Despertar de la Primavera)
- 1a divisió Leibstandarte SS]
  - SS-Pz.Rgt 1
    - s.SS.Pz.Abt 501 (2n batalló Pz.Rgt)[12]

  - SS-Pz.Jg.Abt 1
  - SS PzGr.Abt 1
  - SS PzGr.Abt 2
- 12a Divisió Panzer SS Hitlerjugend
  - SS-Pz.Rgt 12
  - SS PzGr.Rgt 25
  - SS PzGr.Rgt 26
  - SS-Pz.Jg.Abt 12
    - s.H.Pz.Jg.Abt 560